# The Way We Were
The Way We Were is een romantische dramafilm uit 1973 onder regie van Sydney Pollack. De film werd een kassucces in de Verenigde Staten en bracht er 49 miljoen dollar op, tegen een budget van 15 miljoen. Het was daarmee de film met de op vier na hoogste opbrengst. Hij werd genomineerd voor zes Oscars en won er twee.

## Verhaal
In een terugblik wordt het verhaal verteld van Katie Morosky (Streisand), een idealistische jonge vrouw. Gedurende haar periode als student aan een universiteit in de jaren 30, wordt ze verliefd op Hubbell Gardner (Redford). De verschillen tussen de twee zijn echter enorm. Katie is een aanhanger van het marxisme en is tegen de oorlog, terwijl Hubbell een roervink is met een vrije geest. Ze valt als een blok voor zijn uitstraling en talenten als schrijver. Hubbell doet er zelf echter niets aan om betere schrijverstechnieken onder de knie te krijgen. Wel krijgt hij een oogje op Katie. Hij voelt zich aangetrokken tot haar door haar vastberadenheid en activisme.
Na hun studie verliezen Katie en Hubbell contact, maar na het einde van de Tweede Wereldoorlog ontmoeten de twee elkaar opnieuw. Zij werkt bij een radiostation en hij probeert zich weer thuis te voelen na dienst te hebben gedaan in het leger. Ze worden verliefd op elkaar en trouwen, maar de problemen ontstaan al snel. Katie ergert zich mateloos aan zijn oppervlakkige vrienden, die dolgraag grappen uithalen met Katie. Ook hij weet Katie's trekjes niet geheel te accepteren.
Wanneer Hubbell een baan zoekt als scenarioschrijver in Hollywood, is Katie teleurgesteld in hem. Ze vindt dat hij boven het schrijven van scenario's staat en zich moet verdiepen in het schrijven van literatuur. Ondanks haar ophef, verhuizen ze naar Californië. Hubbell groeit uit tot een succesvolle scenarioschrijver en geniet van het leven als welvarende man met overvloedige luxe. Als Katie zich opnieuw bezighoudt met haar politieke activisme, brengt ze hiermee Hubbels reputatie in gevaar.
Hubbell en Katie vervreemden van elkaar en Hubbell krijgt een affaire met Carol Ann. Zij was zijn liefje op de universiteit en is de ex-vrouw van zijn beste vriend J.J.. Katie realiseert zich dat Hubbell niet de man is die ze hoopte dat hij zou zijn. Ze beseft dat hij een luie man is die desnoods vals speelt om de makkelijkste weg te kunnen nemen. Ook Hubbell is het zat niet aan Katie's voorwaarden te kunnen voldoen. Hij verlaat Katie net nadat hun dochter Rachel wordt geboren.
In de laatste scène van de film komen Hubbell en Katie elkaar opnieuw bij toeval tegen bij het Plaza Hotel. Hubbell heeft een stijlvolle schoonheid en is werkzaam bij een succesvolle tv-reeks. Ook Katie is nog steeds wie ze vroeger was. Ze houdt zich nog altijd bezig met politiek en is inmiddels getrouwd met een andere man. Ze nodigt hem uit om iets met haar te drinken, maar hij weigert. Wel zijn ze er beiden van op de hoogte dat Hubbell zijn hoogtijdagen beleefde toen hij een relatie met haar had en dat niemand hem ooit zo goed zal kennen als zij.

## Rolverdeling
| Acteur            | Personage          |
| ----------------- | ------------------ |
| Barbra Streisand  | Katie Morosky      |
| Robert Redford    | Hubbell Gardner    |
| Bradford Dillman  | J.J.               |
| Lois Chiles       | Carol Ann          |
| Patrick O'Neal    | George Bissinger   |
| Viveca Lindfors   | Paula Reisner      |
| Allyn Ann McLerie | Rhea Edwards       |
| Murray Hamilton   | Brooks Carpenter   |
| Herb Edelman      | Bill Verso         |
| Diana Ewing       | Vicki Bissinger    |
| Sally Kirkland    | Pony Dunbar        |
| Marcia Mae Jones  | Peggy Vanderbilt   |
| Don Keefer        | Acteur             |
| George Gaynes     | El Morocco Captain |

## Prijzen en nominaties
The Way We Were werd genomineerd voor zes Oscars:
- Beste Muziek, Originele Dramatische Score (Marvin Hamlisch) - Gewonnen
- Beste Muziek, Originele Lied (Marvin Hamlisch) - Gewonnen (Voor het lied The Way We Were)
- Beste Decorontwerp (Stephen B. Grimes, William Kiernan) - Genomineerd
- Beste Kostuumontwerp (Dorothy Jeakins, Moss Mabry) - Genomineerd
- Beste Camerawerk (Harry Stradling jr.) - Genomineerd
- Beste Actrice (Barbra Streisand) - Genomineerd

Streisand werd daarnaast genomineerd voor een Golden Globe en BAFTA Award voor haar vertolking van Katie.